# Urd
För örlogsfartygen, se HMS Urd.
Urd är i nordisk mytologi det förflutnas gudinna. Hon var den ursprungliga nornan och hon råder över folks öden. Urd vakar över Urdarbrunnen som är belägen vid världsträdet Yggdrasils rot i Godheim. Hon är den äldsta av de tre namnkunnigaste nornorna. De andra ödesgudinnorna heter Verdandi och Skuld. Urd spinner livets tråd åt alla kända väsen. Det är hon som bestämmer alla individers livslängd och när hon klipper av någons tråd dör denna. I Valans spådom berättas att när Asarna skapade mänskligheten var de ofullständiga och utan öden. Det var först när nornorna började kora människors öden som de blev fullständiga. 
Namnet betyder ungefär "öde" och kommer från urgermanskans hypotetiska wr̥tís, som är sig självt sprunget ur den indoeuropeiska stammen wert-, att vända, tvinna.
Urdr är även ett koncept som påminner om ödet i modern mening, och nornan kan därför ses som gudom över detta koncept. Urdr är kognat med fornengelskans Wyrd, vilken i sin tur utvecklades till den moderna engelskans Weird som från början betyder övernaturlig, numer konstig.
Asteroiden 167 Urda är uppkallad efter henne.